# Masten Space Systems

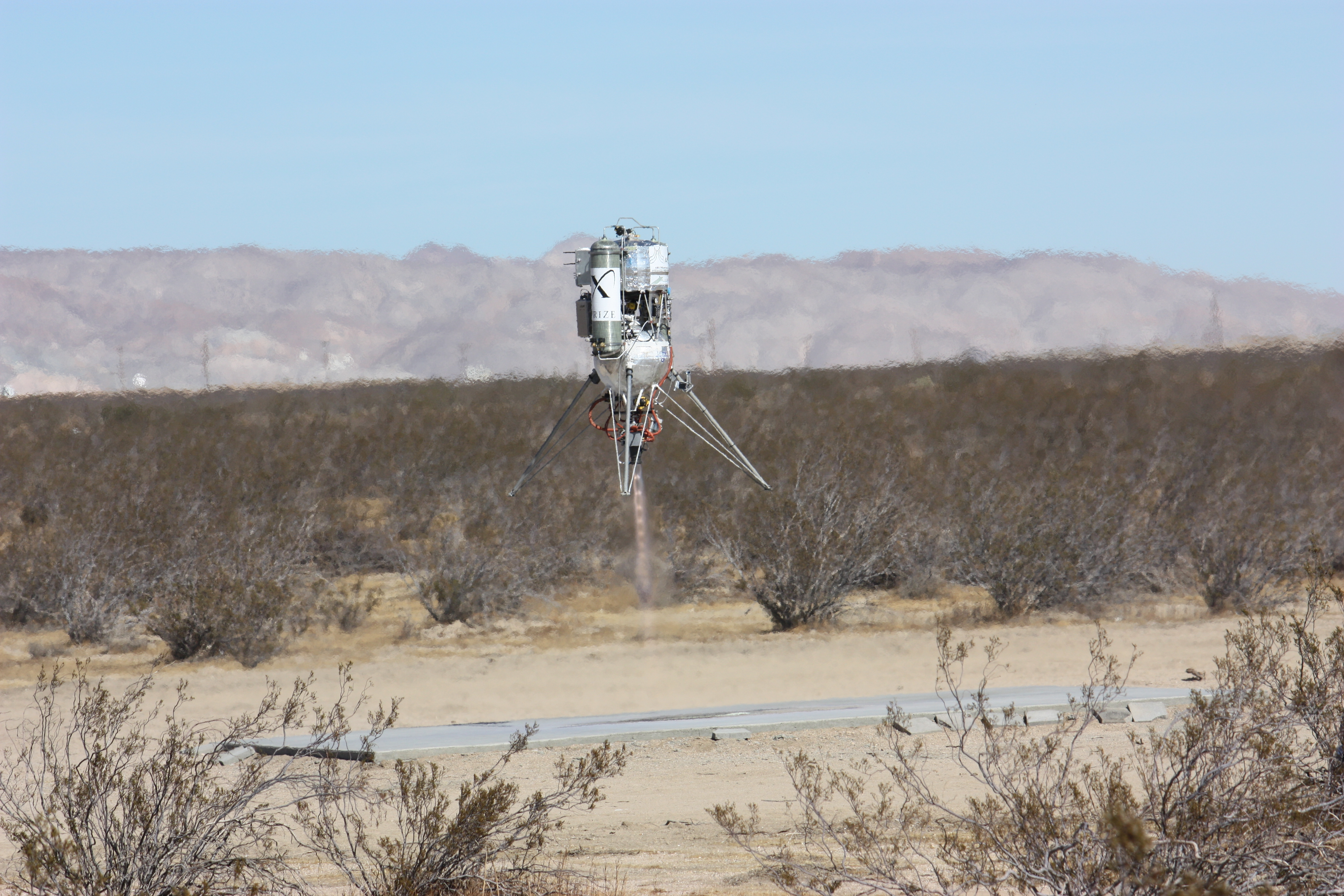
XA0.1E "Xoie" foguete na competição vencendo o desembarque em Lunar Lander Desafio no deserto de Mojave em Outubro 30, 2009

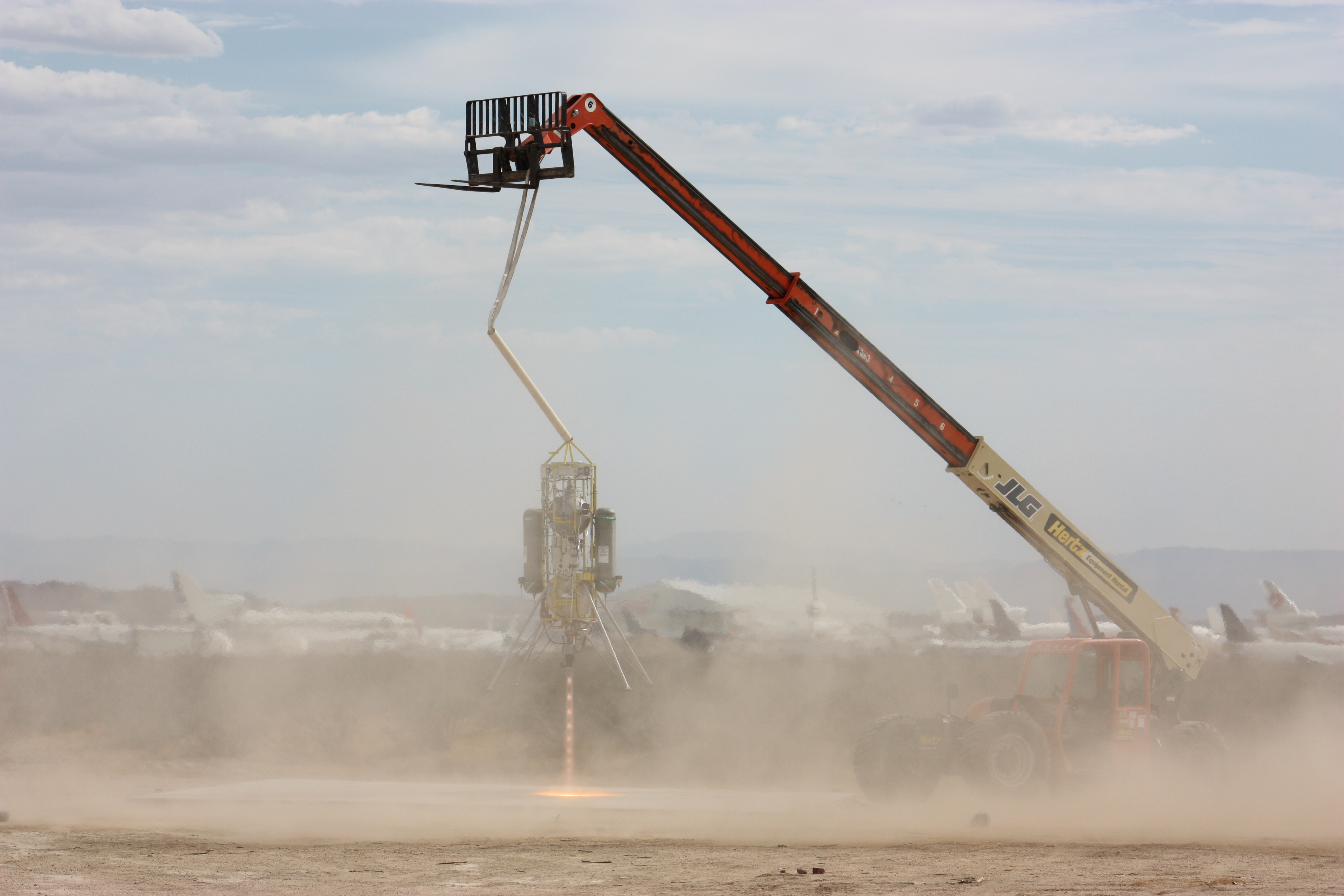
XA0.1B "Xombie" lander tethered teste de voo em Setembro 11, 2009

Masten Space Systems é uma startup fabricante aeroespacial em Mojave, na Califórnia (previamenteSanta Clara, Califórnia (eua), que está desenvolvendo uma linha foguetes vertical takeoff, vertical landing (VTVL) (decolagem vertical, aterrissagem vertical (VTVL), inicialmente para pesquisa para voos suborbitais não tripulados de investigação e, eventualmente, pretendido apoiar lançamentos de voos espaciais orbitais não tripulados.

## Visão geral
A Masten Space Systems é uma empresa baseada em Mojave na California que está desenvolvendo uma linha de espaçonaves reutilizáveis VTVL, e hardware de propulsão usando foguetes relacionados.
A Masten Space Systems competiu no Lunar Lander Challenge X Prize da NASA e da Northrop Grumman em 2009, vencendo o nível um do segundo prêmio de $150.000 dólares e o primeiro prémio do nível dois de $1.000.000 dólares. Em 2 de novembro de 2009 foi anunciado que a Masten Space Systems tinha ganhado em primeiro lugar na categoria nivel dois, com a Armadillo Aerospace chegando em segundo.

## Lista de produtos
- Xombie
- Xoie
- Xaero
- Xaero-B
- Xodiac
- Xeus
- XL-1
- XL-1T
- XS-1

## Outros produtos e serviços
- Broadsword
- Cutlass
- Katana
- Machete
- MXP-351